# Grootsporig huidje
Het grootsporig huidje (Phanerochaete martelliana) is een schimmel behorend tot de familie Phanerochaetaceae. Hij leeft saprotroof op stam van vlier (Sambucus) in loofbos op lemige bodem.

## Verspreiding
In Nederland komt het grootsporig huidje algemeen voor. 